# Чемпіонат Європи з боксу 1971
XIX чемпіона́т Євро́пи з бо́ксу проходив у Мадриді (Іспанія) з 11 по 19 червня 1971 року. У змаганнях, організованих Європейською асоціацією любительського боксу (ЄАЛБ, англ. EABA), взяли участь 194 спортсмени з 27 країн.

## Особистий залік
| Вагова категорія               | Золото                  | Срібло                    | Бронза                                            |
| ------------------------------ | ----------------------- | ------------------------- | ------------------------------------------------- |
| Мінімальна вага (до 48 кг)     | Дьордь Гедо Угорщина    | Аурел Міхай Румунія       | Хосе Ескудеро Іспанія Роман Рожек Польща          |
| Найлегша вага (до 51 кг)       | Хуан Родрігес Іспанія   | Лешек Блажиньський Польща | Константін Груеску Румунія Ніл Маклафлін Ірландія |
| Легша вага (до 54 кг)          | Тібор Бадарі Угорщина   | Олександр Мельников СРСР  | Аурел Думітреску Румунія Майкл Давлінг Ірландія   |
| Напівлегка вага (до 57 кг)     | Ришард Томчик Польща    | Андраш Ботош Угорщина     | Габріел Пометку Румунія Брендан Маккарті Ірландія |
| Легка вага (до 60 кг)          | Ян Щепаньський Польща   | Антоніу Васілє Румунія    | Ласло Орбан Угорщина Микола Хромов СРСР           |
| Напівсередня вага (до 63,5 кг) | Ульріх Бейєр НДР        | Калістрат Куцов Румунія   | Майкл Кінгвелл Англія Ерік Сівебак Данія          |
| Перша середня вага (до 67 кг)  | Янош Кайді Угорщина     | Манфред Вольке НДР        | Челал Чандал Туреччина Даміано Лассандро Італія   |
| Середня вага (до 71 кг)        | Валерій Трегубов СРСР   | Свєтомір Беліч СФРЮ       | Іон Дьйорфі Румунія Веслав Рудковський Польща     |
| Друга середня вага (до 75 кг)  | Юозас Юоцявичус СРСР    | Алек Нестак Румунія       | Ганс-Йоахім Браушке НДР Рейма Віртанен Фінляндія  |
| Напівважка вага (до 81 кг)     | Мате Парлов СФРЮ        | Оттомар Заксе НДР         | Ральф Єнсен Данія Горст Стумп Румунія             |
| Важка вага (понад 81 кг)       | Володимир Чернишов СРСР | Петер Гуссінг ФРН         | Леслі Стівенс Англія Людвік Дендеріс Польща       |

## Командний залік
Господар змагань (Іспанія)
| Місце | Країна    | Золото | Срібло | Бронза | Загалом |
| ----- | --------- | ------ | ------ | ------ | ------- |
| =1    | Угорщина  | 3      | 1      | 1      | 5       |
| =1    | СРСР      | 3      | 1      | 1      | 5       |
| 3     | Польща    | 2      | 1      | 3      | 5       |
| 4     | НДР       | 1      | 2      | 1      | 4       |
| 5     | СФРЮ      | 1      | 1      | 0      | 2       |
| 6     | Іспанія   | 1      | 0      | 1      | 2       |
| 7     | Румунія   | 0      | 4      | 5      | 9       |
| 8     | ФРН       | 0      | 1      | 0      | 1       |
| 9     | Ірландія  | 0      | 0      | 3      | 3       |
| =10   | Данія     | 0      | 0      | 2      | 2       |
| =10   | Англія    | 0      | 0      | 2      | 2       |
| =12   | Італія    | 0      | 0      | 1      | 1       |
| =12   | Фінляндія | 0      | 0      | 1      | 1       |
| =12   | Туреччина | 0      | 0      | 1      | 1       |
| Разом | Разом     | 11     | 11     | 22     | 44      |